# Nanook
För andra betydelser, se Nanook (olika betydelser).
Nanook eller Nanuq är i inuitisk mytologi i Nordamerika ursprungligen en björn som jagades upp i himlen av ett hundkoppel och nu kan beskådas i stjärnbilden Plejaderna.